# TwinWorld: Land of Vision
 (octobre 2019).
Si vous disposez d'ouvrages ou d'articles de référence ou si vous connaissez des sites web de qualité traitant du thème abordé ici, merci de compléter l'article en donnant les références utiles à sa vérifiabilité et en les liant à la section « Notes et références ».
TwinWorld: Land of Vision est un jeu vidéo de plates-formes développé par Blue Byte Software et édité par Ubi Soft, sorti en 1989 sur Amiga, Amstrad CPC, Atari ST, Commodore 64 et ZX Spectrum, sur disquettes et cassettes.

## Système de jeu
Twinworld est un jeu de plateforme qui se déroule dans un monde de fantasy. Votre personnage, qui se prénomme Ulopa, est un prince et le seul survivant de la famille royale des Cariken. Ulopa doit traverser 23 niveaux pour reconstituer l'amulette qui a été découpée en morceau par le diabolique sorcier Maldur, et vaincre celui-ci.
Les 23 niveaux sont répartis sur cinq « mondes » différents : un paysage rural classique, une forêt, une forteresse de style Médiéval, un marais et enfin le temple du diabolique sorcier Maldur. Les quatre premiers « mondes » possèdent cinq niveaux chacun, et le temple de Maldur en a trois, et le dernier est un niveau spécial boss.
Le gameplay de Twinworld est très simple et similaire à d'autres jeux de plateforme de la période des années 1980-1990. Le jeu implique principalement de sauter entre différentes plateformes et de tirer des bulles magiques bondissantes sur les ennemis, qui prennent la forme de divers animaux de fantasy ayant un air maléfique. Pour terminer un niveau, Ulopa doit trouver un morceau de l'amulette volée et trouver la porte de sortie.
Twinworld a été comparé à Super Mario Bros., mais les ressemblances ne sont que superficielles et limitées à l'aspect de saut sur les plateformes[réf. nécessaire]. Les musiques de Twinworld ont été composées par Haiko Ruttmann.

## Les Ennemis
Les divers ennemis dans Twinworld comprennent :
L'ArgousUn oiseau de proie. Existe en deux variétés : un vole dans l'écran dans un mouvement prédéfini, l'autre pique sur Ulopa. Nécessite trois tirs.
L'Argous argentéPlus féroce, présent uniquement dans le Temple de Maldur.
La BothriaClairement l'ennemi le plus dangereux. Un dragon à trois tête qui reste immobile, mais quand on lui tire dessus, il se divise en trois monstres distincts, un qui marche et les deux autres qui volent, chacun nécessitant plusieurs tirs. Un des monstres volant essaiera de s'échapper vers la porte de sortie, et s'il y arrive, il gardera cette dernière. L'autre monstre volant pourchassera le joueur tout comme la deuxième variété d'Argous.
Le GoulouRessemble à un troll ou un gobelin. Nécessite trois tirs.
Le Goulou VertUn petit montre vert. À la base meurt avec un tir, mais plus loin meurt avec deux tirs.
Le Goulou volantIdentique au Goulou vert, mais doté d'ailes. Présent uniquement dans le temple de Maldur.
L'HiboussaRessemble à un hiboux. Assis de façon immobile sur la branche d'un arbre, mais fondra en piqué sur Ulopa s'il passe dessous. Nécessite quatre ou cinq tirs.

## Les Mondes
Les niveaux sont divisés en cinq « mondes » différents.

### Les Grottes
Le premier monde est le seul qui n'ait pas de nom. C'est un paysage rural, avec des formations de falaises sur lesquelles Ulopa peut marcher. Il y a des portes éparpillées partout dans le paysage, et par lesquelles Ulopa peut entrer dans des grottes souterraines. À l'intérieur des grottes, il y a des tunnels qui mènent à la surface et vers d'autres parties des grottes. Dans les grottes, Ulopa peut récupérer des joyau pour avoir des points de bonus. Dans le premier monde, chuter d'une grande hauteur sur le paysage de surface tuera Ulopa, au lieu de le faire atterrir dans les grottes.

### La Forêt Sombre
La Forêt Sombre est faite d'arbres qui font plus de dix fois la taille d'Ulopa. L'écran est divisé entre le bas des arbres et la cime des arbres. Les portes sur les troncs d'arbre mènent entre le bas et la cime, et si Ulopa chute du haut de la cime d'un arbre, il tombe au pied de l'arbre. Dans la forêt, Ulopa peut récupérer diverses fleurs et fruits pour obtenir des points de bonus. Dans la Forêt Sombre, le jeu introduit deux nouveaux objets : un œil qui rend Ulopa temporairement invulnérable, et un parachute qui lui permet de tomber de grandes hauteurs. L'Hiboussa n'apparait que dans la Forêt Sombre.

### Blackthorn
Blackthorn (Épine Noire) est une forteresse avec des douves à sa base. Comme dans les mondes précédents, les portes mènent entre les différentes parties, et Ulopa peut tomber de la forteresse dans les douves plus bas. À Blackthorn, Ulopa peut récupérer diverses objets de joaillerie pour obtenir des points bonus. À noter aussi que l'apparence d'Ulopa semble changer lorsqu'il atteint Blackthorn. Il possède un chapeau et une barbe, indiquant qu'il a pris de l'âge en cours de jeu. Les douves de Blackthorn sont le seul endroit du jeu qui soit rempli d'eau. Ceci affecte les mouvements d'Ulopa, en lui donnant une plus grande inertie. Il nage également lorsqu'il saute, ce qui lui permet de faire des sauts beaucoup plus long et de flotter plus lentement. Des espèces de poisson variées seront ses ennemis dans les douves.

### Les Marais de la Montagne
Les Marais de la Montagne ressemblent presque au premier monde, excepté que dans ce cas Ulopa peut tomber dans les mines d'or sous terre lorsqu'il chute dans les trous en bas de l'écran. À la surface, Ulopa peut récupérer des fleurs et des fruits, et dans les mines, il peut récupérer de l'or pour obtenir des points de bonus. Dans les Marais de la Montagne, les bulles bleues (L'arme la plus puissante d'Ulopa) ne disparaissent pas après avoir touché un ennemi, mais au lieu de ça continuent de rebondir. Cela permet à Ulopa de tuer plus d'ennemis avec une simple bulle.

### Le Temple de Maldur
Le Temple de Maldur ne possède que trois niveaux, au lieu de cinq. Deux d'entre eux sont des niveaux normaux, et dans le troisième niveau, Ulopa fait enfin face à Maldur lui-même. Dans le Temple de Maldur, Ulopa peut utiliser les portes et les escaliers pour se déplacer dans les différents étages des niveaux. Comme dans le monde précédent, les bulles bleues peuvent tuer plus d'un ennemi. Les cinq mondes ont également un niveau bonus. Pour les quatre premiers mondes, le dernier niveau du monde est en fait un niveau bonus. Dans le dernier niveau du Temple de Maldur, après avoir tué Maldur, une porte secrète s'ouvre vers un petit niveau bonus. Si Ulopa meurt dans un niveau bonus, il est envoyé directement dans le monde suivant, sans perdre une vie.